# Переменная типа Гаммы Кассиопеи

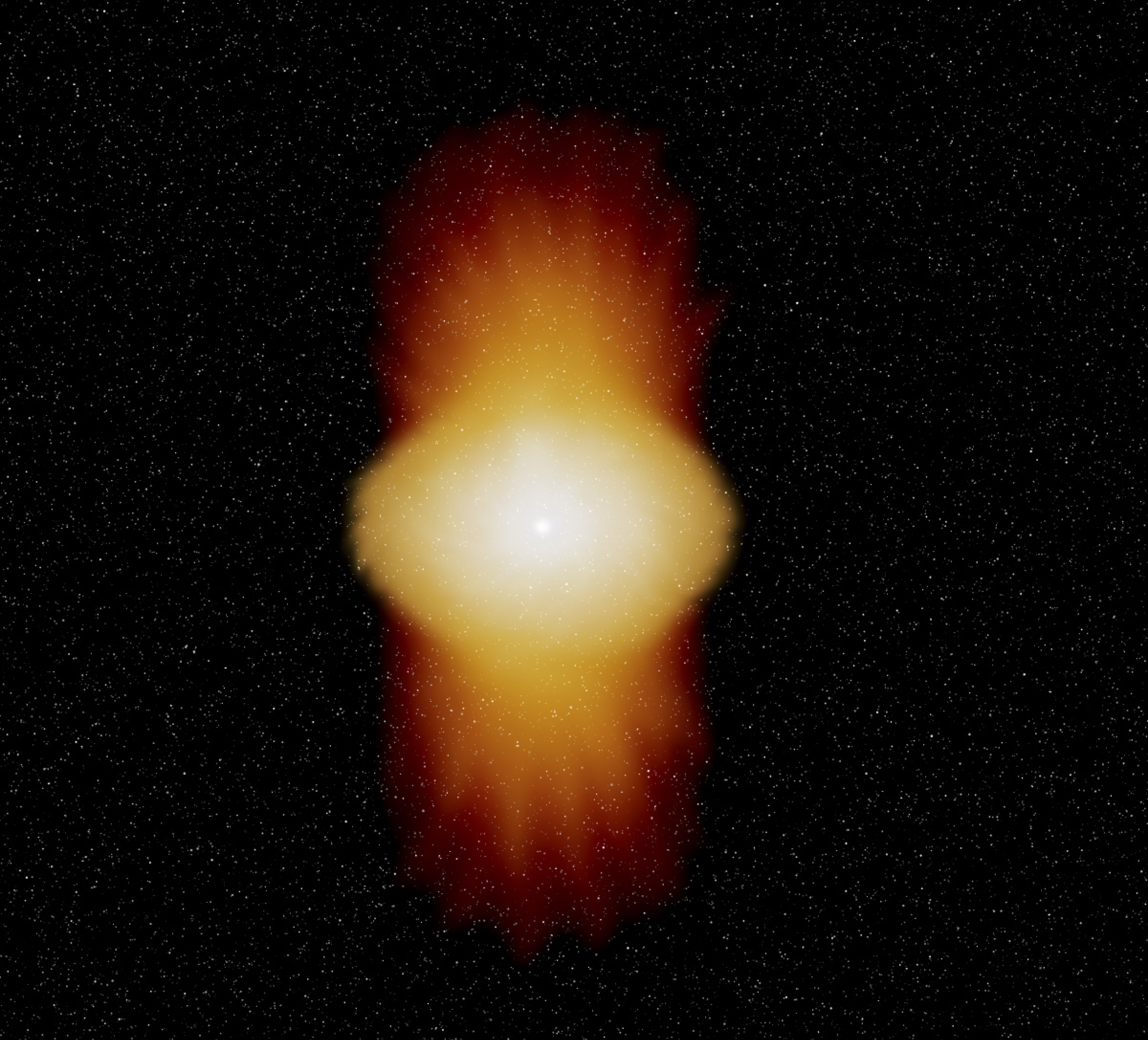
Так художник представляет себе диск вокруг Альфа Жертвенника

Переменная типа Гамма Кассиопеи  (англ. Gamma Cassiopeiae variable, γ Cassiopeiae variable) — представляет собой тип переменной звезды, названный по имени своего прототипа γ Кассиопеи.

## Переменность
Переменные типа Гамма Кассиопеи показывают нерегулярные изменения яркости в течение десятилетий. Они обычно имеют амплитуды порядка одной звёздной величины. Например, Гамма Кассиопеи обычно имеет видимую звёздную величину около 2,5m, она колеблется между величинами 1,6m и 3,0m. Переменность связана с изменениями в спектре между нормальными спектрами поглощения и спектрами Be-звезды, а также часто зависит и от характеристики оболочки вокруг звезды. Плейона и Гамма Кассиопеи являются переменными звездами, у которых периодически возникают проблемы с оболочками, когда в спектре появляются сильные эмиссионные линии, а яркость увеличивается или значительно уменьшается. В других случаях присутствие оболочки в спектре не обнаруживается вообще, и даже эмиссионные линии могут исчезать.
Общий каталог переменных звёзд (ОКПЗ) классифицирует переменные типа Гамма Кассиопеи как эруптивные переменные и описывает их как быстро вращающиеся гиганты или субгиганты спектрального класса B, хотя многие из них являются звездами главной последовательности. Это отличает их от тех Be-звёзд, которые показывают меньшие изменения амплитуды яркости. ОКПЗ использует код GCAS для обозначения переменных типа Гамма Кассиопеи.

## Механизм переменности
Под переменными типа Гамма Кассиопеи понимаются горячие звезды, которые имеют экваториальные диски, которые периодически исчезают и преобразуются, или, возможно, просто сильно изменяются в масштабе. Все они, вероятно, очень быстро вращаются, и большинство из них можно отнести к категории Ве-звезд. Они также часто являются оболочечными звёздами, по крайней мере, часть времени, когда диск виден с ребра и образует очень узкие линии поглощения в дополнение к более широким фотосферным линиям и возможным эмиссионным линиям. Независимо от того, являются ли они оболочечными звёздами или нет, в самом узком смысле этого слова, в периоды, когда у них появляются экваториальные диски, и они увеличивают яркость, эти звёзды всё равно будут называться оболочечными звёздами.

## Примеры
| Имя звезды         | Созвездие   | Видимая звёздная величина (макс)[A] | Видимая звёздная величина (мин)[A] | Диапазон изменения | Период   | Спектральный класс | Комм.                                 |
| ------------------ | ----------- | ----------------------------------- | ---------------------------------- | ------------------ | -------- | ------------------ | ------------------------------------- |
| Гамма Кассиопеи    | Кассиопея   | 1m.60                               | 3m.00                              | 1,4                |          | B0.5 IVe           | Прототип                              |
| Бета Малого Пса    | Малый Пёс   | 2m.84                               | 2m.92                              | 0,08               |          | B3IIIpe            |                                       |
| Каппа Большого Пса | Большой Пёс | 3m.40                               | 3m.97                              | 0,57               |          | B1.5IVne           |                                       |
| FW Большого Пса    | Большой Пёс | 5m.00                               | 5m.50                              | 0,50               |          | B2Vne              |                                       |
| 27 Большого Пса    | Большой Пёс | 4m.92                               | 5m.39                              | 0,47               |          | B3IIIpe            |                                       |
| Лямбда Павлина     | Павлин      | 4m.00                               | 4m.26                              | 0,26               |          | B2II-IIIe          |                                       |
| Фи Персея          | Персей      | 3m.96                               | 4m.11                              | 0,15               | 19,5 дн. | B2Vpe              |                                       |
| Пси Персея         | Персей      | 4m.17                               | 4m.36                              | 0,19               |          | B5III-Vne          |                                       |
| X Персея           | Персей      | 6m.03                               | 7m.00                              | 0,97               |          | B0Ve               | Также массивная рентгеновская двойная |
| Плейона            | Телец       | 4m.76                               | 5m.50                              | 0,74               |          | B8Vne или B8nn     |                                       |

| A (видимая звёздная величина, если не отмечено (B) (=синий) или (p) (=фотографическая)) |